# Tmesisternus assimilis
Tmesisternus assimilis är en skalbaggsart som beskrevs av Stefan von Breuning 1975. Tmesisternus assimilis ingår i släktet Tmesisternus och familjen långhorningar. Inga underarter finns listade i Catalogue of Life.